# Provdaná nevěsta
Provdaná nevěsta je komická opera o jednom dějství a dvou odděleních českého skladatele Jindřicha Součka na libreto českého spisovatele a středoškolského profesora Oldřicha Sýkory. Jde o parodické pokračování opery Prodaná nevěsta, z níž Provdaná nevěsta používá postavy i fragmenty textu Karla Sabiny a hudby Bedřicha Smetany.

## Vznik, charakteristika a historie
Smetanova Prodaná nevěsta se stala brzy po svém vzniku populární, hrály ji v českých městech i cestující divadelní společnosti, popřípadě i amatérské soubory, a počaly vznikat i její parodie. Nejznámější z nich vznikla v Chrudimi, kde ji roku 1891 vytvořili Oldřich Sýkora (1861–1945), profesor cizích jazyků na obchodní akademii v Chrudimi, a technik, profesor odborné dřevařské školy v Chrudimi a skladatel Jindřich Souček (1863–1940), člen a později sbormistr chrudimského pěveckého spolku Slavoj.
Jejich parodie Provdaná nevěsta je jakýmsi pokračováním nebo čtvrtým dějstvím Prodané nevěsty – odehrává se po svatbě Jeníka s Mařenkou, jejichž manželství záhy ztrpklo a Mařenka nakonec utíká s Vaškem (jenž se v mezidobí odnaučil koktat). Vystupují zde další postavy ze Smetanovy opery (Kecal, principál, Esmeralda – což je zde mužská basová úloha), zato nové je maloměstské prostředí namísto vesnického a úplná civilizační novinka – všichni účinkující jsou členy klubu cyklistů. Četné narážky na Smetanovu předlohu jsou nejen v textu (např. když původně Jeníkova zamilovaná slova vůči Mařence přebírá Vašek), ale také v hudbě.
Provdaná nevěsta byla zřejmě napsána pro chrudimský pěvecký spolek Slavoj. Dobový tisk však o jejím provedení v Chrudimi neinformuje a činnost Slavoje procházel na přelomu 80. a 90. let 19. století útlumem, dokud se Jindřich Souček roku 1896 nestal jeho sbormistrem. Doložené první provedení se odehrálo v Praze, a to na výroční josefské zábavě „Pod deštníkem“, kterou na pražském Žofíně pořádaly spolky „Paraplé“ a „Kytary“, člensky propojené s pražským Hlaholem, v jehož prospěch šel výnos z akce. Pořadatelský výbor získal Provdanou nevěstu jako hlavní číslo zábavního programu, který se hrál na svatého Josefa (19. března) roku 1892. Hrála přitom kapela J. Šustra, úlohu Mařky zpívala Amalie Vobořilová z Národního divadla a zbývající pánské úlohy členové obou spolků. Pražský klub cyklistů zapůjčil pro inscenaci potřebné rekvizity a z Chrudimi, bydliště autorů, byl vypraven zvláštní vlak pro návštěvníky této pražské slavnosti. Další představení se konalo rovněž na Žofíně v prosinci 1892 při příležitosti výročí založení pěveckého kvarteta „Kytary“.
Péčí týchž spolků byl i vydán klavírní výtah Provdané nevěsty, což umožnilo její provádění jinými pěveckými spolky. Například roku 1894 ji hrála dvakrát Občanská beseda v Roudnici nad Labem, podruhé k zahájení sezóny místního Klubu cyklistů, a v roce 1895 pěvecký spolek „Dalibor“ ve Slaném. Poté však zprávy o případných uvedeních této hudební komedie na dlouho mizí.
V nové době oživilo tuto operní hříčku Národní divadlo moravskoslezské v Ostravě, které ji uvedlo poprvé na Hukvaldech 28. června 1998 v rámci festivalu Janáčkovy Hukvaldy; hudební nastudování provedla a na klavír doprovázela Jana Hajková a režii měl Ilja Racek mladší. Jeníka hrál Vojtěch Kupka, Mařku Alina Farná, Vaška Jiří Halama a Kecala Dalibor Hrda. Roku 2008 stejné divadlo připravilo obnovenou inscenaci, která se hrála v divadelní zkušebně.
Ve stejném roce Provdanou nevěstu nastudoval a v rámci Smetanovských dnů uvedl operetní soubor Divadla Josefa Kajetána Tyla v hudebním nastudování Pavla Kantoříka a režii Romana Meluzína. Mařku hrála Venuše Dvořáková, Jeníka Dalibor Tolaš, Vaška Roman Krebs a Kecala Jevhen Šokalo. O rok později ji soubor plzeňského divadla uvedl i v rodišti autorů Chrudimi, v Divadle Karla Pippicha; obsazení hlavních rolí bylo stejné, dirigoval Jiří Petrdlík.
Rukopis opery je uchováván v Státním okresním archivu v Chrudimi.

## Osoby
- Jeník Mícha, statkář – baryton
- Vašek Mícha, jeho nevlastní bratr, klubovní pokladník – tenor
- Mařka Míchová, rozená Krušinová, Jeníkova lepší polovice – soprán
- Kecal, klubovní sluha – bas
- Tancmistr, principál komediantů na penzi – bas
- Esmeralda, jeho dcera – bas
- Čtyři členové spolku cyklistů (dva soprány, dva basy)[1]

## Děj opery
(Odehrává se na malém městě a v sídle klubu cyklistů tři měsíce po skončení děje Smetanovy Prodané nevěsty)
Jeník a Mařka překonali všechny překážky, měli svatbu a nyní se novomanželé navracejí ze svatební cesty. Jejich věrné milování však utrpělo povážlivé trhliny. Oba se vlečou se zavazadly z nádraží a Jeník si stěžuje na zdražené jízdné a nehorázné částky, jež musel zaplatit v restauracích za podřadné jídlo. Mařka má dost jeho věčného hudrování a skrblení, kvůli kterému si nemohla ani užít svatební cesty. Teď už teprve je po cukrování veta: Jeník Mařce nakazuje, aby se převlékla do všedního a pustila do domácích prací, což mezi nimi vyvolá prudkou hádku.
Ke svému klubu se sjíždějí velocipedisté, zanechávají zde svá jízdní kola a domlouvají se na večer do hospody. Mezi nimi je spolkový pokladník – Vašek. Zdravý koníček ho zbavil vady řeči a dodal mu sebevědomí, se kterým nyní může oslovit Mařku. Vypráví jí, jak se do ní při neúspěšných námluvách zamiloval a jak truchlil, když si ji vzal Jeník. Ze zoufalství se prý i pokusil o sebevraždu tím, že sjížděl prudký svah na svém bicyklu bez brzdění; tento pokus však neměl fatální následky. Mařka si říká, že mezi bratry Míchovy učinila špatnou volbu, protože Jeník byl samé hubičky před svatbou a teď v ní vidí jen pracovní sílu do hospodářství. Vašek a Mařka se navzájem utěšují a brzy dá slovo slovo: Mařka manžela opustí a s Vaškem utečou někam do ciziny – jen je třeba sehnat nějaké peníze na cestu.
Kecal pověsil dohazovačství na hřebík a stal se sluhou cyklistického klubu, ale na spolupráci si stýská: co mu dá práce, než všem cyklistům vyčistí dráty. Vašek mezitím přišel na nápad, že ukradne jemu svěřenou klubovní pokladnu a budou peníze na cestu. Jenže chyba lávky – ukáže se, že v klubovní kase je vymeteno. Naštěstí se o Vaškově úmyslu dozví Jeník a po straně mu daruje potřebné peníze, protože na tom, aby se zbavil Mařky, nehodlá škudlit. Přeje oběma mnoho štěstí, jen ať už jsou pryč a nikdy se nevrátí.
Cyklisté se scházejí na piknik. Je mezi nimi i Kecal a o zábavu se postará bývalý cirkusový principál, nyní tancmistr, a jeho dcera Esmeralda. Přítomní se veselí a chválí trojici hlavních hrdinů za to, že pro své strasti nalezli rychlé sportsmanské řešení.